# El Guayabal, San Rafael
El Guayabal är en ort i Mexiko.   Den ligger i kommunen San Rafael och delstaten Veracruz, i den sydöstra delen av landet, 250 km öster om huvudstaden Mexico City. El Guayabal ligger 11 meter över havet och antalet invånare är 613.
Terrängen runt El Guayabal är huvudsakligen platt, men söderut är den kuperad. Terrängen runt El Guayabal sluttar norrut. Runt El Guayabal är det ganska tätbefolkat, med 185 invånare per kvadratkilometer. Närmaste större samhälle är San Rafael, 2,0 km norr om El Guayabal. Omgivningarna runt El Guayabal är en mosaik av jordbruksmark och naturlig växtlighet.